# 京王聖蹟桜ヶ丘ショッピングセンター
京王聖蹟桜ヶ丘ショッピングセンター （けいおうせいせきさくらがおかショッピングセンター） は、東京都多摩市関戸に所在する聖蹟桜ヶ丘駅の駅ビルで、京王百貨店を核店舗とするショッピングセンターである。公式な略称はせいせき。
京王電鉄が運営し、京王グループの店舗を中心に構成される。京王電鉄本社ビルに隣接する。

## 概要

### 駅前再開発と現SC開業
1969年5月に聖蹟桜ヶ丘駅が高架化され、同時に京王ストアと高架下の京王クラウン街を核とした「京王聖蹟桜ヶ丘ショッピングセンター」がオープンした（現在のA館とほぼ同位置に所在）。内部にはレストランなどと共にボウリング場があったが、1974年にボウリング場は閉鎖された。
聖蹟桜ヶ丘駅は多摩ニュータウンにも近く、駅周辺にはまとまった用地があったことから、1984年2月から駅周辺の再開発事業に着手した。
1986年3月に現在のA館・B館が竣工し、新「京王聖蹟桜ヶ丘ショッピングセンター」として同年3月28日にオープンした。
1988年3月に行われた新宿三丁目からの京王電鉄本社移転をもって、駅周辺の再開発が完了した。 

### 構成
1986年に同時開業したA館・B館、のちに増築され開業したC館の3館で構成される。A館は京王ストア、京王アートマン、B館は京王百貨店聖蹟桜ヶ丘店及びファッション専門店街、C館はレストラン街である。
A館とB館の間を京王線が通っており、両館の間に1階改札がある。地下階はないため、百貨店の食品売場「京王フードアリーナ」はB館1階にあり、B館1階（C館寄り）にバスターミナルがある。
A館とB館を結ぶ連絡ブリッジが4階・5階・7階・8階にある。またB階とC館を結ぶ連絡ブリッジが2階にある。ペデストリアンデッキで「聖蹟Uロード」をはさんだザ・スクエア、川崎街道をはさんだ聖蹟桜ヶ丘OPAと結ばれている。
かつてはA館7階に2スクリーンを有する映画館「せいせきシネマックス」があったが、2004年9月30日に閉館した。跡地にはくまざわ書店が出店している。
2009年3月26日には、新館としてせいせきさくらゲートがオープンした。京王自動車の営業所跡地に建設されたもので、地上5階建ての同館には1階から3階に美容と健康をテーマとした店舗が5店出店しているほか、4階と5階には京王自動車本社など京王グループの事務所が入居している。
A館6階の家電量販店テナントはさくらや聖蹟桜ヶ丘店が出店していたが、2010年のさくらや全店閉店・会社清算に伴い、ビックカメラが店舗を継承。さくらやは同年2月に閉店し、3月からビックカメラ聖蹟桜ヶ丘店として営業を開始した。その後、2023年8月16日に閉店し、店舗はビックカメラ傘下のコジマに継承され、同年9月1日からコジマ×ビックカメラ聖蹟桜ヶ丘店として営業している。
C館の高層階には長らくパシフィックコンサルタンツ本社が入居していたが、2015年9月に移転し、跡地にはスポーツクラブNASが出店している。

### リニューアル
人や環境に優しい施設を目指し、2005年11月にA館の廃棄物処理施設改修を終え、全館の食品ごみリサイクルを開始した。翌2006年12月26日には「太陽光発電システム」を導入した。
2002年から2007年にかけて、A館・B館の全てのトイレをバリアフリー対応に改修した。このユニバーサルデザイントイレの施設整備が評価され、2004年12月21日に東京都知事から「福祉のまちづくり功労者に対する知事感謝状」を受賞。2006年12月7日には「平成18年度バリアフリー化推進功労者表彰」において「内閣府特命担当大臣賞」を受賞した。
2010年12月2日のリニューアルオープン時には、B館5階通路に「発電床」コーナーが設置された。
2013年6月6日、B館ファッション専門店街をリニューアルしてグランドオープン。2014年11月26日、B館8階レストラン街「せいせきダイニング［クー！］」がリニューアル。同年12月5日にはC館レストランフロアが「丘のうえキッチン」としてリニューアルオープンした。
2017年4月1日、A館8階（屋上）にバーベキュー施設「デジキューBBQテラス」がオープンした。
2020年3月28日にB階専門店街（2階 - 5階）をリニューアルオープン、2階にはスターバックスコーヒーや「リンツ ショコラ ブティック」などの飲食店9店が新規出店、既存店舗13店もリニューアルして計22店舗が刷新され、ファンケルなど移設した既存店舗7店は3月6日に先行オープンしている。4階には10分間カット美容室「11cut（イレブンカット）」、5階にはRight-onが新規出店した。

### 記念イベント・キャンペーン
2016年3月28日には開業30周年を迎え、Twitter・InstagramでSNS投稿キャンペーン「せいせき日和」を開催した。
2021年3月28日には開業35周年を迎え、3月20日から記念イベント「謎解き せいせき35周年アニバーサリーパーティと迷子の妖精」が5月9日までの予定で開催されていたが、新型コロナウイルス感染症の影響により同年4月25日から東京都に緊急事態宣言が発令されたため、同年4月24日をもってイベントを中止した。また3月10日から5月9日まで、InstagramでSNSで投稿キャンペーン「つながるせいせき」を開催した。
2025年3月30日には、聖蹟桜ヶ丘駅開業100周年の一環として、「せいせきNEXT00年スタートサミット」を同館6Fのアウラホールで開催予定。

## 営業時間
- A館
  - 京王ストア 10:00 - 23:30（2階は21:00まで）
  - 京王アートマン 10:00 - 20:00
  - 6・7階専門店 10:00 - 21:00
  - 3・8階専門店 10:00 - 20:00（屋上は23:00まで）
- B館
  - 京王百貨店 10:00 - 19:30
  - ファッション専門店街 10:00 - 20:00
  - 8階レストラン街「せいせきダイニング[クー！] 」11:00 - 22:00
- C館
  - 2階レストラン街「丘のうえキッチン」11:00 - 22:00

## アクセス
- A・B・C館 - 京王線聖蹟桜ヶ丘駅直結
  - 駅ホーム（上り・下り）にSCへの入口が設けられており、エスカレーターを上って4階のA館・B館の連絡ブリッジに通じる専用改札口を利用。出口専用のため、帰りは1階改札口を利用することになる。
  - 1階改札口（西口・東口）からSC内に入ることもできる。
- せいせきさくらゲート - 聖蹟桜ヶ丘駅から川崎街道沿いに徒歩5分。